# Palestra de São Bernardo
O Palestra de São Bernardo é um clube de futebol brasileiro da cidade paulista de São Bernardo do Campo, região metropolitana de São Paulo, suas cores são verde e branco. Atualmente, está licenciado do Futebol.

## História

### A origem
Em 1935, São Bernardo do Campo era uma cidade com aproximadamente oito mil habitantes entre a Capital e a Baixada santista. Embora não fosse mais 'Villa', pois já não era mais freguesia da vizinha São Paulo, alguns moradores ainda se referiam assim à cidade de maneira carinhosa. A Vila compreendia toda a extensão urbanizada da Rua Marechal Deodoro, na época parte do Caminho do Mar, rota entre planalto e litoral.
Em um tempo em que o futebol era uma das poucas diversões daquele povo sofrido devido a depressão econômica, Alfredo Sabatini, filho de comerciantes italianos vindos da Toscana, era considerado um bom jogador e atuava na ponta esquerda do eterno rival do Palestra, o EC São Bernardo, fundado poucos anos antes.  Sua equipe faria naquele momento uma viagem à cidade de Catanduva, no interior e Sabatini acabou preterido pelo técnico, ficando de fora. Em seu lugar entraria outro atleta que fosse jogar excepcionalmente naquela partida. Existem outras versões do mesmo episódio que contam que ao invés de viajar, um time grande da Capital viria até São Bernardo do Campo.
O fato é que Alfredo Sabatini ficou muito revoltado com a decisão e prometeu que jamais vestiria a 'jaqueta' daquele clube. A passagem decepcionou tanto a família que seu pai, Samuel Sabatini, nome da praça onde fica hoje o paço municipal da cidade, residência da família, já frustrado com o mal andamento do comércio, teria morrido de desgosto. Alfredo reuniu os amigos José de Jorge e Antonio Garcia e prometeu a eles em uma conversa sentado na calçada da praça da Matriz que fundaria um clube que 'bateria neles', se referindo ao antigo clube.
Tratou de datilografar cartas junto com os amigos para diversos conhecidos os convocando para uma reunião no Bar e Lanche 'Viarregio' na Rua Marechal Deodoro. O número de imigrantes era grande, principalmente os italianos, e Alfredo sugeriu o nome Palestra Itália de São Bernardo - uma homenagem à Societá Sportiva Palestra Italia - posterior Sociedade Esportiva Palmeiras. Os presentes aceitaram o nome por unanimidade.
Após os títulos paulistas do Palestra da Capital em 1928, 1929 e 1930 surgiram vários Palestra's pelo Estado, como o EC Palestra, de São José do Rio Preto e Palestra Itália de São Carlos. Porém, nenhum deles conseguiu se manter vivo e ativo como o de São Bernardo, atualmente o único do Brasil disputando o futebol profissional.
Segundo o jornalista Milton Neves, o nome 'Palestra São Bernardo' é o mais bonito do Brasil.

### A italianidade
O Palestra de São Bernardo representa a brava e heroica colônia italiana da cidade. Foi fundado com o nome de "Palestra Itália de São Bernardo", mas bem como outras entidades foi obrigado, à época da Segunda Guerra Mundial em 1942 com a criação do Estado Novo do então presidente Getúlio Vargas a mudar seu nome para evitar associações com o regime fascista, inimigo do governo brasileiro. Foi obrigado a retirar o Itália do nome, mas permaneceu Palestra ao ser informado que o nome era de origem grega e significa 'Praça de Esportes' ou 'Academia'. Curiosamente, nem mesmo seu homônimo da capital, a posterior Sociedade Esportiva Palmeiras conseguiu o feito de manter o primeiro nome. Hoje, o clube é o único 'Palestra' em atividade no futebol brasileiro. Historicamente, a maioria dos nomes de diretores e membros do Palestra são italianos, porém o fato não impediu que outras etnias escrevessem parte importante da história do clube. Recentemente, o Palestra tem estreitado seus laços com os italianos e descendentes da cidade.

### Primeiro estádio
Seu estádio era na Rua Marechal Deodoro, a mais famosa via da cidade, onde hoje está a Praça Lauro Gomes. Lá o Palestra cresceu e conquistou adeptos. Naquele campo o Palestra disputou os primeiros campeonatos profissionais de sua história de 1949 a 1952, quando teria seu estádio desapropriado para a construção da praça. O episódio foi carregado de histórias e houve até assassinato. Gumercindo Ferreira da Silva levou alguns tiros na tentativa de impedir que funcionários da prefeitura derrubassem os muros do campo e acabou morrendo, fato lembrado com emoção pelos mais antigos torcedores do Palestra. Em 2010, em comemoração aos 75 anos do clube, o prefeito Luiz Marinho aprovou um pedido do vereador Admir Ferro (PSDB) - filho do ex-jogador do clube, Ferrinho - e aprovou a construção de um monumento em homenagem ao Palestra no local após 60 anos da saída da equipe de lá.

### Estádio do Ferrazópolis
Alguns anos depois, sofrendo com a ausência de uma casa, o clube migrou para o bairro Ferrazópolis, onde conquistou um terrenos desnivelado em um bairro periférico. Pois, a vida do Palestra de São Bernardo, começava ali a tomar seu rumo definitivo. Seus diretores, abnegados torcedores, iniciaram a construção de um suntuoso clube social, com ginásio Poliesportivo, campo de futebol e espaço para diversas atividades. Aos poucos o clube então de centro, conquistou aquele bairro humilde e virou referência esportiva.

### Outros esportes
O Palestra já representou a cidade em quase todos os esportes. Apesar da grande paixão dos palestrinos ser o futebol, desde os primórdios, no campo da Marechal, o clube já mostrava sua vocação multidesportiva. No antigo campo havia quadras de basquete. Na nova casa, o Colosso Alviverde também possuiu Handebol, feminino e masculino de várias categorias, Voleibol, Futsal, Basquete, Judô, Tênis de Mesa - foi o berço do mesatenista Hugo Hoyama, Aeromodelismo - foi tetracampeão sulamericano -, Ciclismo, Atletismo e mais recentemente disputou o Campeonato Brasileiro de Hóquei de Grama, esporte ainda desconhecido dos Brasileiros, sendo pioneiro no ABC.

### Futebol amador
No 'Ferra', o Palestra encheu seus moradores de orgulho. A primeira torcida do clube surgiu com o nome 'Ferrão da Vila'. Chegou nessa época a receber o Santos de Pelé na Vila Euclides lotada (1974), o Corinthians de Rivelino (1975) e o Bayern de Munique-ALE no Baetão. Foi campeão diversas vezes do campeonato municipal com ótimas equipes que ficaram gravadas na memória dos esportistas da cidade, algumas delas inesquecíveis contra o maior rival da época, o Aliança. Destaque para o tricampeonato de 1972, 73 e 74 e as conquistas do time Juvenil.

### Escolinhas de esporte
Na década de 70 no auge, o Palestra já dava mostras de que não cabia mais no Amador e começou dois projetos paralelos, as Escolinhas de esporte comandadas pelo professor José Rossi, um dos maiores esportistas que a cidade já teve e a retomada do profissionalismo. Os mesmos meninos seriam o alicerce do retorno Alviverde. O trabalho rendeu muitos frutos e ninguém discorda que o Palestra mudou o destino de centenas de jovens de São Bernardo.

### Cinquentenário
Em 1985, quando o clube completou seu Jubileu de Ouro, Ademir Médici, historiador do ABC, presentou o clube com o livro Palestra de São Bernardo - Meio Século, uma bíblia do futebol na cidade que consagra os grandes heróis do Palestra nesta história de grandes lutas para permanecer vivo.

### Retorno ao profissionalismo
Um ano após o cinquentenário do clube, o Palestra voltava ao certame Paulista empolgado e sentindo-se preparado para o desafio na 3º divisão Estadual. Desde o primeiro ano mostrou que o espírito brigador de todo palestrino continuava aceso, fez boa campanha. Nos anos seguintes, continuou buscando a 2ª divisão, onde terminou entre os quatro primeiros em 1988, o "Esquadrão do Ferra", time formado quase inteiramente por atletas do seu bairro como Gemada, Ling, Bó, Zanata e outros, mas na época subia apenas o primeiro. Licenciou-se novamente em 1992.

### 1997 - Volta pra ficar
Com a casa em ordem, o Palestra retornaria para nunca mais se ausentar dos profissionais. Logo no primeiro ano com um belo time comandado por Chico Formiga, o time conquistaria acesso na Série B1 como vice-campeão. Um dos destaques na época era o ex-santista Paulo Leme. Nos anos seguintes, Ernesto Lance no comando e Formiga novamente, o acesso à A3 bateu na trave. Seguindo fazendo boas campanhas, 2004 parecia ser o ano decisivo, comandado pelo técnico Ling, ex-jogador do clube, chegou novamente às finais, mas a troca no comando técnico pelo então badalado Rotta fez o time desandar.

### Mudanças
Em 2005, numa estratégia de marketing, o clube passou a utilizar somente o vermelho em seu uniforme - cor que o estatuto do clube permite por estar na bandeira italiana - mudou também o escudo, o hino e o mascote - o Periquito virou um cão da raça São Bernardo. Inicialmente deu certo, o 'PSB', sigla oficial do clube e como passou a ser chamado, levou muita gente ao estádio da Vila Euclides nos jogos da Copa São Paulo e no Paulista Série B. As mudanças porém, chatearam a velha guarda do clube e em 2006 o clube voltava a adotar o "Palestra" e o verde.
Após terceirizar o departamento de futebol profissional, o clube realizou más campanhas em 2006 e 2007. Em 2008, retomando o departamento desorganizado, a diretoria foi obrigada a licenciá-lo. Tristeza profunda para os fieis palestrinos. Apaixonados que são, no entanto, eles acompanharam o clube no Handebol, atividade que o Palestra disputou naquele ano. Ao menos uma boa notícia: o verde retornava no escudo e na camisa para nunca mais sair.

### Parceria com o Santo André e o quase acesso
Os palestrinos levantaram mais felizes em 19 de abril. O Palestra estrearia fora de casa em um jogo de portões fechados diante do São Vicente no Mansueto Pierotti. Mesmo assim eles foram ao jogo e novidade: Os portões estavam abertos. A vitória por 3 a 0 era o indício de um grande ano. Em uma parceria bem sucedida com o EC Santo André, o Alviverde, liderado por William, Júnior Urso, Richard e Jerinha, fez uma de suas melhores campanhas no Paulista da Segunda Divisão. Terminou a primeira fase na liderança do Grupo 6, com seis vitórias em doze jogos. Na fase seguinte, quatro vitórias em seis jogos e novamente a primeira posição da chave. Na terceira fase, o Palestra se classificou como um dos melhores terceiros colocados, ficando atrás do Desportivo Brasil e do Andradina. Por dois pontos, não conseguiu a vaga para Série A-3. Na última partida oficial disputada pelo Palestra, o time comandado por Sandro Gaúcho encarou de igual para igual o Taubaté fora de casa, chegou a vencer por 1 a 0 no primeiro tempo, o goleiro Willian pegou pênalti, mas perdeu nos minutos finais, em jogo que terminou de forma conturbada, com invasão de gramado e lançamento de bombas pelos torcedores do time da casa, tumulto dentro de campo e quatro jogadores expulsos, sendo três deles do Alviverde.

### Novo licenciamento
A parceria com o Santo André não se manteve em 2010. Sem o apoio da equipe vizinha, o Alviverde não conseguiu repetir a boa campanha, sendo eliminado na primeira fase, terminando em sexto lugar em um grupo de oito times. No ano seguinte, a equipe fez uma das piores campanhas da competição, perdendo 12 dos 14 jogos que disputou. Em fevereiro de 2012, o clube anunciou sua desistência da Segunda Divisão estadual naquele ano, devido a problemas financeiros. Desde então, o Palestra não disputa uma competição oficial. O departamento de futebol passa por uma reformulação, já possuindo novas equipes sub-11 e sub-13, que ainda não disputam o Paulista da categoria.

## Rivalidades
O Palestra já nasceu rival do seu conterrâneo, Esporte Clube São Bernardo. Nos anos 40 e 50 os dois fizeram seus maiores confrontos dividindo a cidade. Os veteranos dizem que era uma espécie de "Palmeiras x Corinthians", mas apesar da rivalidade que perdura, nunca houve incidentes entre torcedores e as diretorias se relacionam de maneira respeitosa e sadia. Com a alternância dos clubes no futebol profissional, os clássicos ocorreram pouco, mas voltaram na década de 90 com o cruzamento das equipes na 3º e 4º divisão, com o rival em franca decadência o Palestra levou vantagem na maioria. 
O Alviverde também foi o maior rival de todas as equipes existentes na cidade. Na década de 70 com o Aliança Clube o time fez grandes disputas na época do Amadorismo. Existiu até mesmo um campeonato entre os dois decidido na Justiça. Deu Palestra! 
Contra o São Bernardo Futebol Clube, apenas dois confrontos, realizados em 2005, com uma vitória para cada lado: 2x1 para o Tigre, e 1x0 para o Palestra.

## Revelações
Ao longo dos anos, o Palestra revelou diferentes atletas para o futebol nacional. A cultura de ser um clube popular e manter as portas abertas facilitou isso. Algumas das maiores contribuições foram o volante Zé Roberto, da Seleção Brasileira, do Bayern de Munique e do Palmeiras, que chegou a ser campeão Paulista de Juniores com o Palestra em 1992. Em 1999 na disputa da Copa São Paulo surgiu o zagueiro André Dias, que sempre relembra com carinho do clube do Ferrazópolis. Outro que surgiu na mesma época foi o volante Fabinho, ex-Corinthians e Santos.

## Títulos
- Vice-Campeonato Paulista Segunda Divisão B2: 1997.
- Campeão Paulista de Juniores 2º Divisão - 1992